# Mittuniversitetet

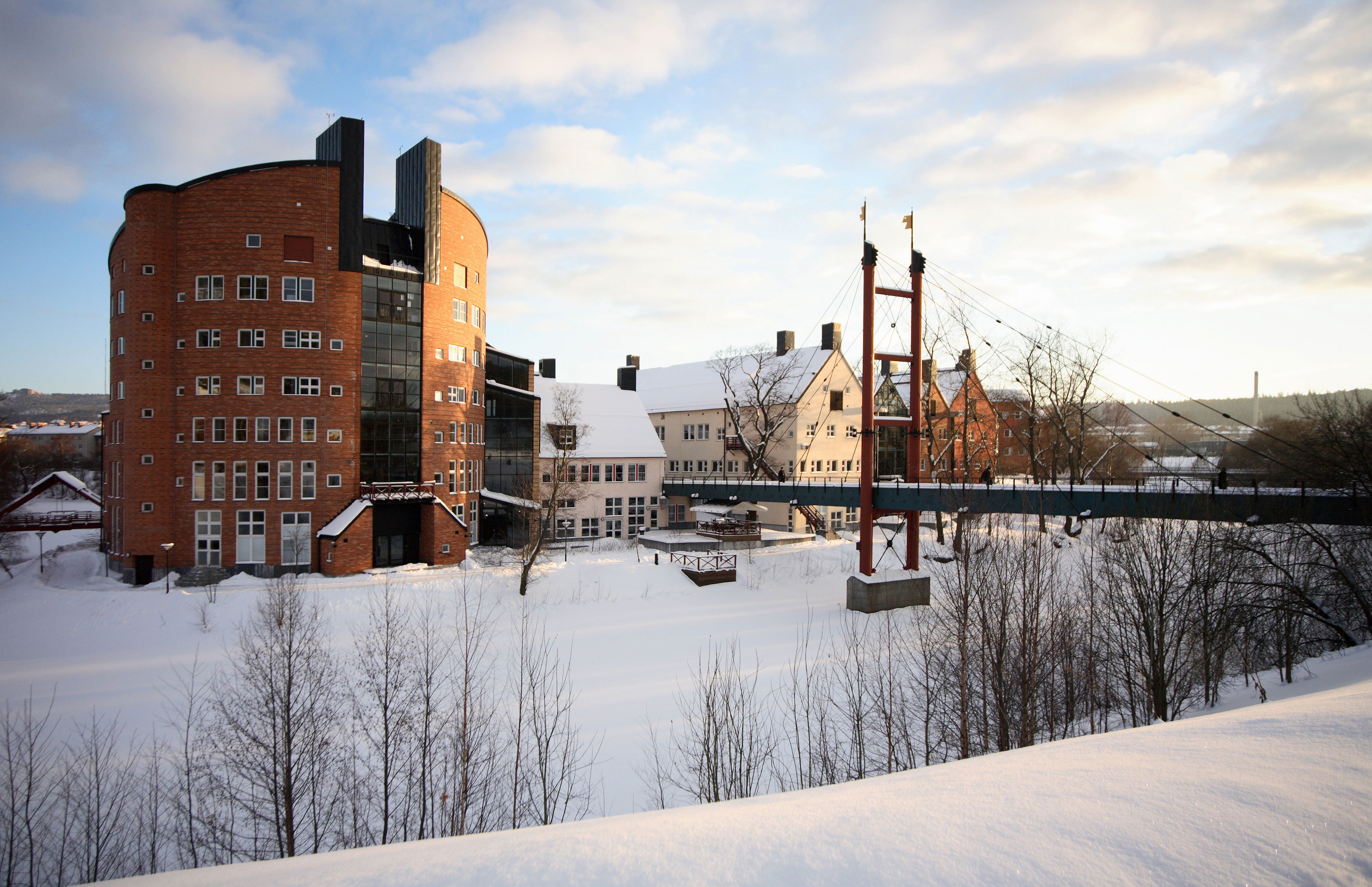
Campus Sundsvall,

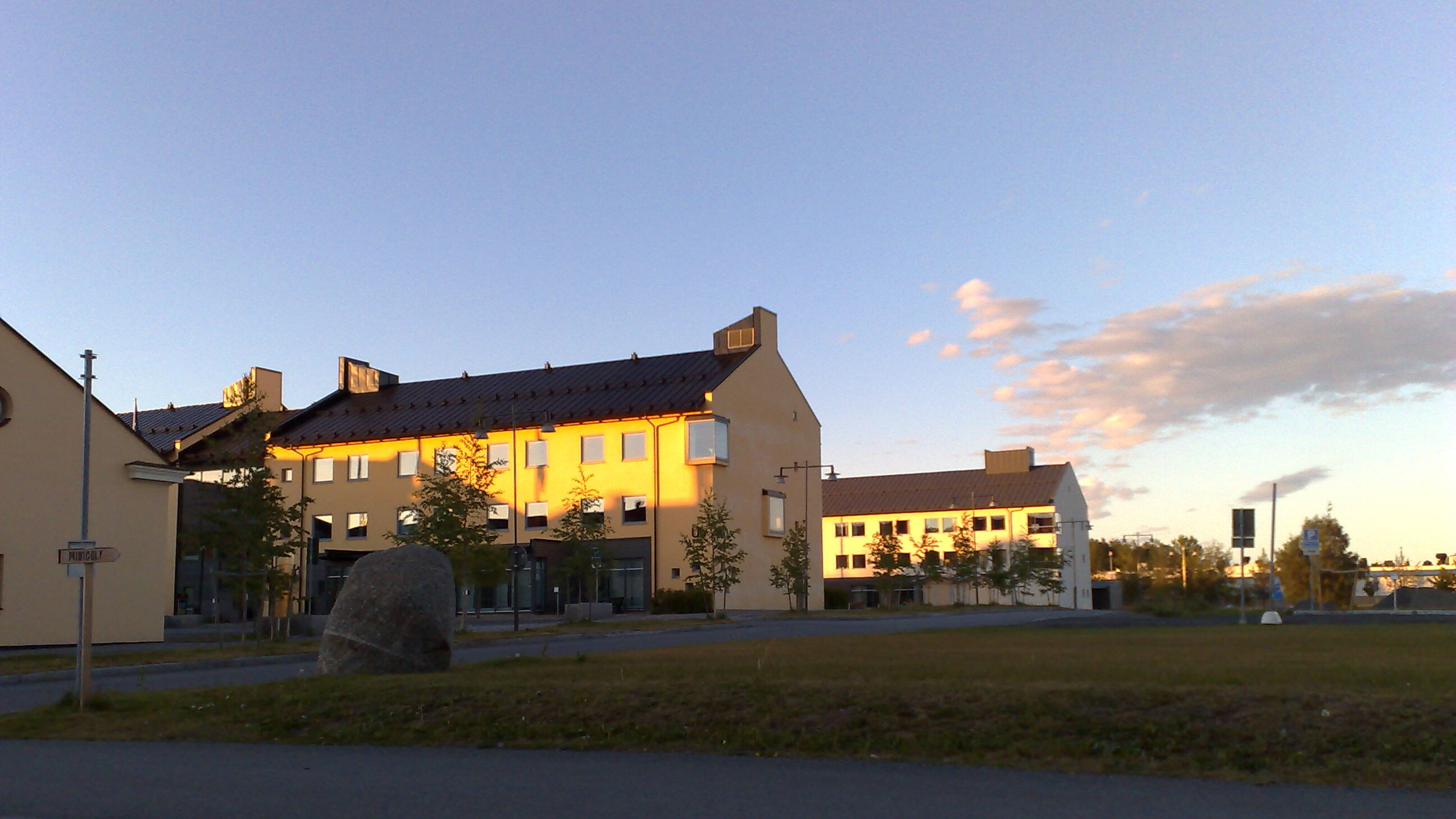
Campus Östersund,

Mittuniversitetet (MIUN, Engels: Mid Sweden University) is een openbare universiteit in de Zweedse steden Sundsvall (hoofdlocatie) en Östersund. In 2012 had de universiteit 17.834 geregistreerde personen, waaronder 7742 gedurende het volledig jaar onderwijs volgden. Hiervan waren 1807 in Härnösand, 2639 in Sundsvall, 3020 in Östersund, en de rest lerend op afstand. De universiteit heeft 235 PhD-studenten en ongeveer 800 docenten, waarvan 80 hoogleraren.

## Geschiedenis
De universiteit ontstond op 1 juli 1993 onder de naam Mitthögskolan ("Middenhogeschool") na een fusie van de hogeschool van Sundsvall/Härnösand (Högskolan i Sundsvall/Härnösand) en de hogeschool van Östersund (Högskolan i Östersund). Deze twee hogescholen waren beide in 1977 opgericht, met hun oorsprong in een opleiding voor sociaal werk in Östersund opgericht in 1971 en in een docentenopleiding en zeevaartschool in Härnösand opgericht in 1842. Op 1 juli 1995 fuseerde de hogeschool met de hogescholen voor gezondheidswetenschappen van Sundsvall/Örnsköldsvik en Östersund (Vårdhögskolor).
In 2001 kreeg Mitthögskolan de status van universiteit wat betreft onderzoek op het gebied van de natuurwetenschappen, waaronder IT, en kon dus de academische titel doctor verstrekken. Op 1 januari 2005 gaf de overheid toestemming aan de instantie om zichzelf universiteit te noemen, en werd de naam veranderd naar Mittuniversitetet.

## Organisatie
Mittuniversitetet heeft twee gebieden waarop het onderzoek doet, georganiseerd binnen de Faculteit Wetenschap, Technologie en Media (sinds 2001), en de Faculteit Geesteswetenschappen (sinds 2005).
- Faculteit Wetenschap, Technologie en Media (NMT):
  - Afdeling voor archivatie en computerwetenschappen (ADV), Sundsvall
  - Afdeling voor ecotechnologie en duurzaam bouwen (EHB), Östersund
  - Afdeling voor data- en systeemwetenschappen (DSV), Östersund
  - Afdeling voor electronic design (EKS), Sundsvall
  - Afdeling voor industrial design (IND), Sundsvall<
  - Afdeling voor informatie- en communicatiesystemen (IKS), Sundsvall
  - Afdeling voor chemische techniek (CHE), Sundsvall
  - Afdeling voor techniek en wiskunde (KMM), Östersund
  - Afdeling voor media- en communicatiewetenschappen (MKV), Sundsvall
  - Afdeling voor natuurwetenschappen (NAT), Sundsvall en Örnsköldsvik
  - Afdeling voor onderwijs en wiskunde (DMA), Sundsvall
- Faculteit Geesteswetenschappen (KAP):
  - Afdeling voor economie en rechten (EVJ)
  - Afdeling voor geesteswetenschappen (HUM), Sundsvall
  - Afdeling voor gezondheidswetenschappen (HLV), Östersund en Sundsvall
  - Afdeling voor verpleegkunde (OMV), Sundsvall
  - Afdeling voor psychologie (PSY), Östersund
  - Afdeling voor sociale wetenschappen (SHV), Östersund en Sundsvall
  - Afdeling voor sociaal werk (SOA), Östersund
  - Afdeling voor toerisme en geografie (TUG), Östersund
  - Afdeling voor onderwijswetenschappen (UTV), Sundsvall

## Rectors (Sundsvall)
- 1993-1994: Alf Gunnmo
- 1994-1999: Kari Marklund
- 1999: Alf Gunnmo (waarnemend)
- 1999-2003: Gunnar Svedberg
- 2003: Pia Sandvik Wiklund (waarnemend)
- 2003-2008: Thomas Lindstein
- 2008: Håkan Wiklund (waarnemend)
- Sinds 2008: Anders Söderholm

## Prorectors (Östersund)
- 1993-1999: Alf Gunnmo
- 1999, 2003, 2005-2006, 2008: Sture Petersson (waarnemend)
- 1999-2002: Mats Ericson
- 2003-2005: Pia Sandvik Wiklund
- 2006-2011: Hakan Wiklund
- Sinds 2012: Mats Tinnsten

## Eredoctoraten
- 2001 - Thorbjörn Fälldin
- 2002 - Kenway Smith
- 2004 - Sverker Martin-Löf
- 2006 - Bodil Malmsten en Bengt Saltin
- 2008 - Magdalena Forsberg en Lars Näsman
- 2010 - Kenneth Eriksson, Erik Fichtelius, Björn Fjæstad en Jan Stenberg
- 2012 - Kim Anderzon, Elisabeth Bergendal-Stenberg, Börje Hörnlund, Bengt Olov Larsson en Helen Sjöholm

## Bekende afgestudeerden
- Gina Dirawi, tv-presentator, komiek
- Helena Ekholm, biatleet
- Anna-Karin Kammerling, zwemster
- Britta Johansson Norgren, langlaufer
- Anders Södergren, langlaufer